# FKアカデミヤ・パンデフ
FKアカデミヤ・パンデフ・ブレラ・ストルミツァ（FK Akademija Pandev Brera Strumica (マケドニア語: ФК Академија Пандев Брера Струмица)）は、北マケドニアのストルミツァをホームタウンとするサッカークラブである。

## 歴史
2010年に北マケドニアのレジェンドであるゴラン・パンデフにより、若手選手のためのアカデミーとしてストルミツァで創設された。クラブ名は創設者のゴラン・パンデフに由来する。
2014-15シーズンに初めてシニアレベルに参加することを決定、4部リーグのデビューシーズンに優勝してトレタ・マケドンスカ・フドバルスカ・リーガ・東地域に昇格した。
2015-16シーズンにトレタ・リーガ・東地域で優勝してヴトラ・マケドンスカ・フドバルスカ・リーガに昇格した。
2016-17シーズンにヴトラ・リーガで優勝してプルヴァ・マケドンスカ・フドバルスカ・リーガに初昇格した。
2019年5月22日に行われた2018-19シーズンのクプ・ナ・マケドニヤ決勝でマケドニヤ・ジョルチェ・ペトロフに2-2 (PK 4-2) で勝利して初優勝を飾った。2018-19シーズンはプルヴァ・リーガでも3位の成績を残した。
2019-20シーズンに欧州カップ戦でデビューを果たした。UEFAヨーロッパリーグ 2019-20予選1回戦でボスニア・ヘルツェゴビナのズリニスキ・モスタルと対戦したが、0-3、0-3で敗退した。

## 獲得タイトル

### 国内タイトル
- ヴトラ・マケドンスカ・フドバルスカ・リーガ：1回
  - 2016-17

- トレタ・マケドンスカ・フドバルスカ・リーガ：1回
  - 2015-16

- マケドニアカップ：1回
  - 2018-19

## 過去の成績
| シーズン | ディビジョン     | ディビジョン | ディビジョン | ディビジョン | ディビジョン | ディビジョン | ディビジョン | ディビジョン | ディビジョン | マケドニアカップ |
| シーズン | リーグ           | 試           | 勝           | 分           | 敗           | 得           | 失           | 点           | 順位         | マケドニアカップ |
| -------- | ---------------- | ------------ | ------------ | ------------ | ------------ | ------------ | ------------ | ------------ | ------------ | ---------------- |
| 2015-16  | トレタ・リーガ   | 22           | 20           | 2            | 0            | 94           | 6            | 62           | 1位          |                  |
| 2016-17  | ヴトラ・リーガ   | 27           | 21           | 3            | 3            | 69           | 24           | 66           | 1位          | 2回戦敗退        |
| 2017-18  | プルヴァ・リーガ | 36           | 10           | 12           | 14           | 43           | 47           | 42           | 6位          | 準決勝敗退       |
| 2018-19  | プルヴァ・リーガ | 36           | 17           | 7            | 12           | 45           | 35           | 58           | 3位          | 優勝             |
| 2019-20  | プルヴァ・リーガ | 23           | 7            | 7            | 9            | 20           | 20           | 28           | 7位          | 中止             |
| 2020-21  | プルヴァ・リーガ | 33           | 12           | 5            | 16           | 32           | 36           | 41           | 7位          | 準優勝           |
| 2021-22  | プルヴァ・リーガ | 33           | 19           | 7            | 7            | 55           | 32           | 64           | 2位          | 2回戦敗退        |
| 2022-23  | プルヴァ・リーガ |              |              |              |              |              |              |              | 位           |                  |

## 欧州の成績
| シーズン | 大会                               | ラウンド  | 対戦相手             | ホーム | アウェー | 合計 |  |
| -------- | ---------------------------------- | --------- | -------------------- | ------ | -------- | ---- |  |
| 2019-20  | UEFAヨーロッパリーグ               | 予選1回戦 | ズリニスキ・モスタル | 0-3    | 0-3      | 0-6  |  |
| 2022-23  | UEFAヨーロッパカンファレンスリーグ | 予選1回戦 | レヒア・グダニスク   | 1-2    | 1-4      | 2-6  |  |

## 歴代監督
- アレクサンダル・ヴァソスキ 2020-2022, 2022-

## 歴代所属選手
- ヤニ・アタナソフ 2017-2018
- ボヤン・ナイデノフ 2020

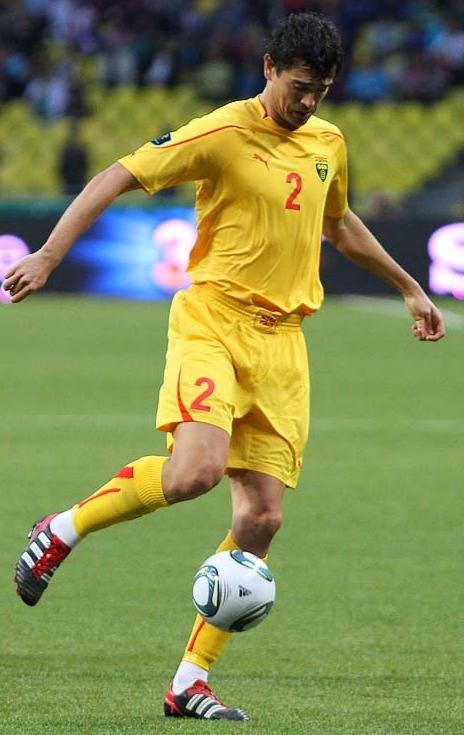
ヴァンチェ・シコフ
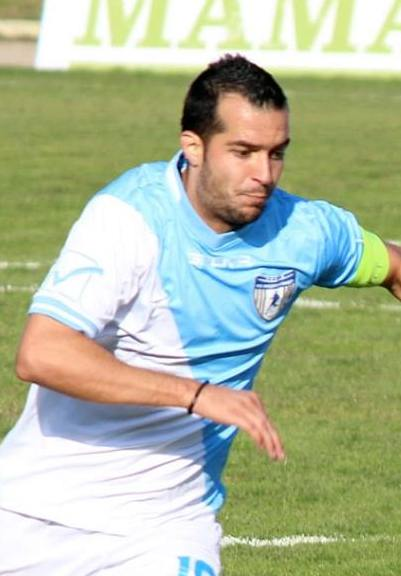
サシュコ・パンデフ
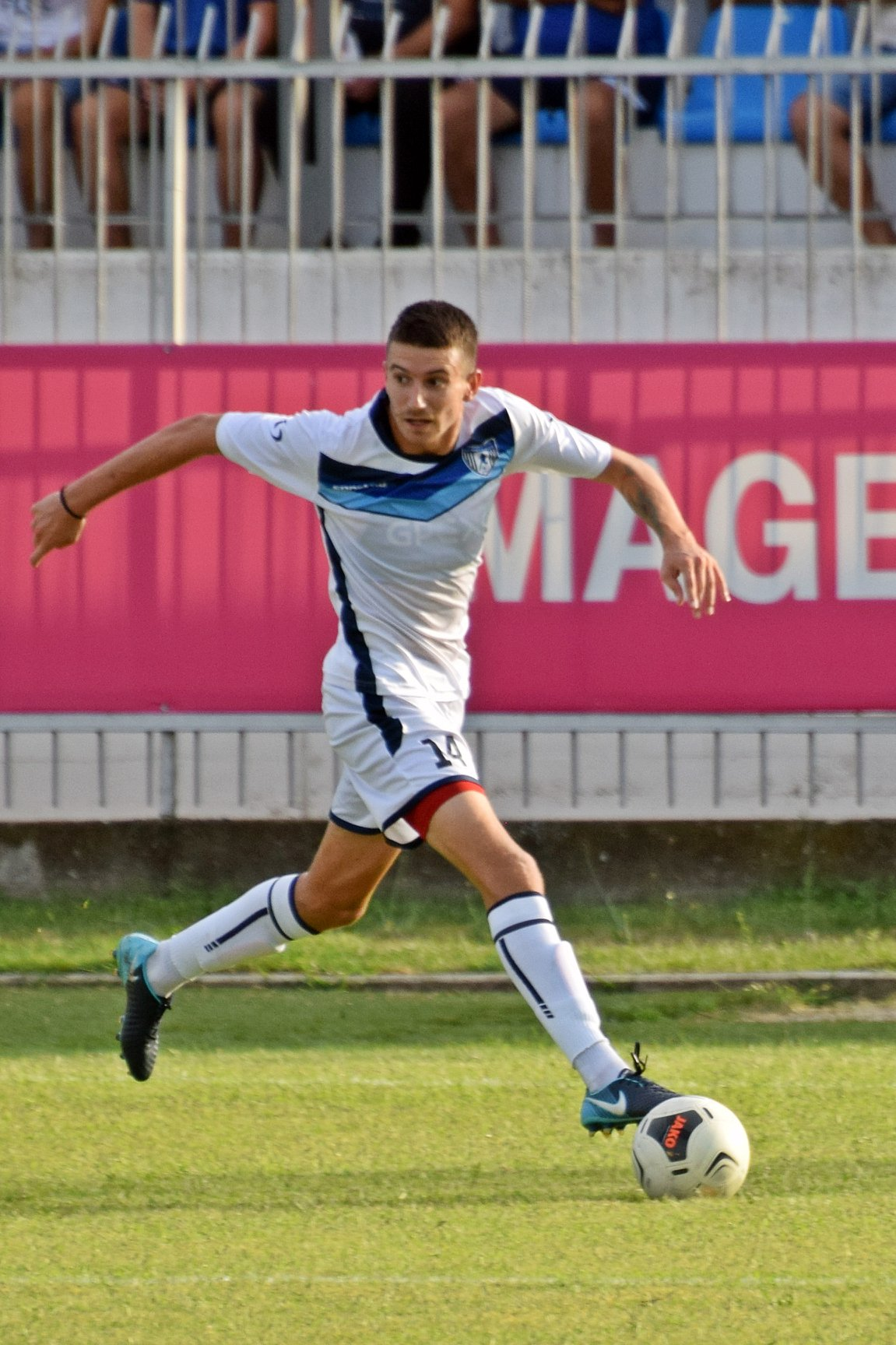
リュプチョ・ドリエフ
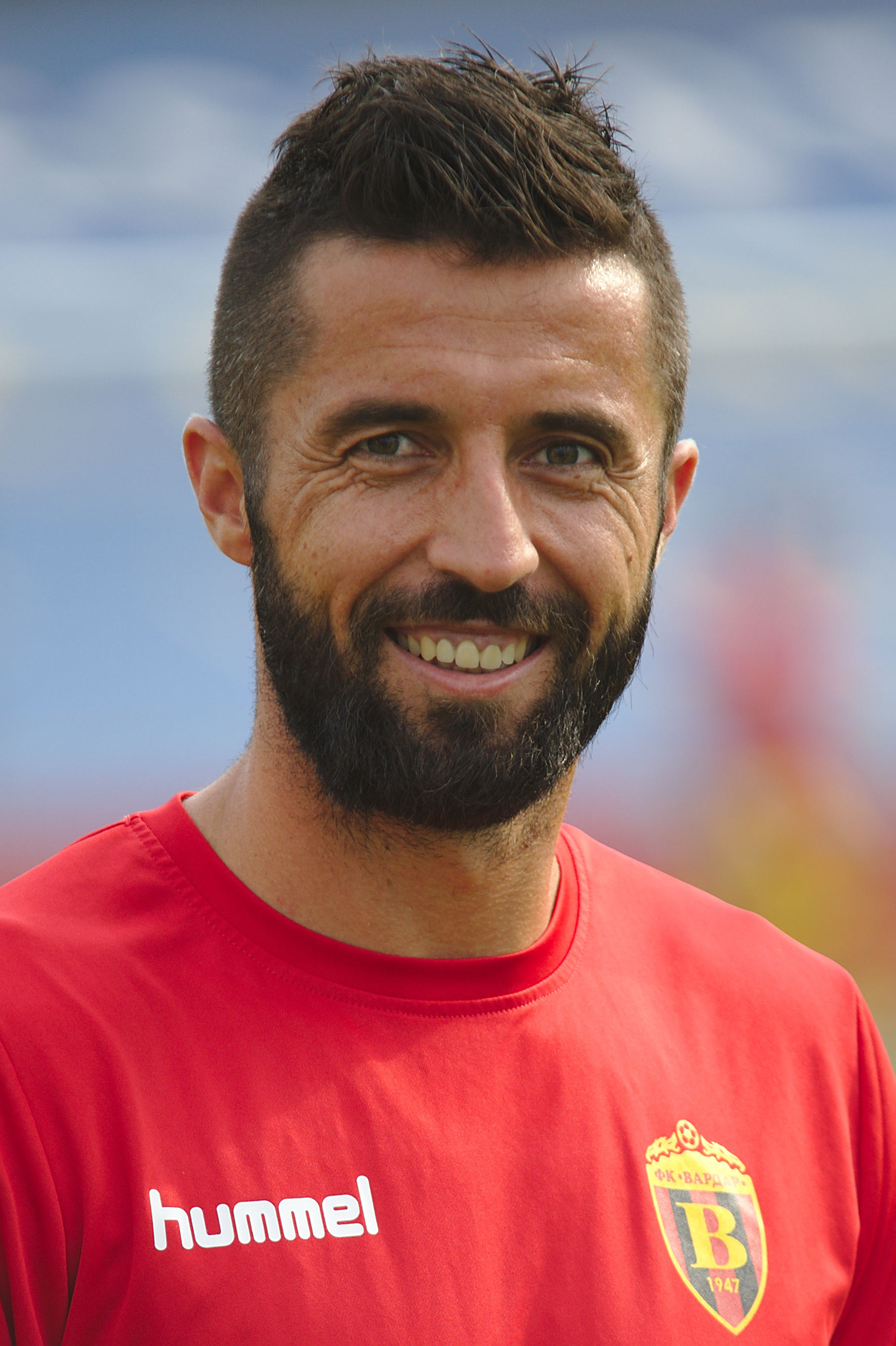
アツォ・ストイコフ